# Schizotrichum conocarpi
Schizotrichum conocarpi är en svampart som beskrevs av Seaver & Waterston 1946. Schizotrichum conocarpi ingår i släktet Schizotrichum, divisionen sporsäcksvampar och riket svampar.   Inga underarter finns listade i Catalogue of Life.